# Смородина лавролистная
Сморо́дина лавроли́стная (лат. Ribes laurifolium)  — кустарник, вид растений рода Смородина (Ribes) семейства Крыжовниковые (Grossulariaceae), родом из Западного Китая.

## Ботаническое описание
Вечнозелёный кустарник до 1,5 м высотой. Побеги гладкие, молодые —железистые.
Листья цельные, плотные, кожистые, длиной до 10 см, яйцевидной или продолговато-яйцевидной формы, основание закруглённое. Собраны по две-четыре штуки на концах веток. Напоминают листья лавра, из-за чего этот вид смородины и получил название «лавролистная». Край листовой пластинки городчатый. Черешки листьев длиной до 1,5 см, покрыты щетинками.
Растение двудомное с раздельнополыми цветками. Соцветия с мужскими цветками — висячие кисти длиной 3—6 см. Кисти с женскими цветками более короткие (2—3 см) и прямостоячие. Цветки зеленовато-жёлтые, с плоским цветоложем, завязь продолговатая, имеет войлочное опушение. Время цветения: апрель — июнь.
Плоды — эллиптической формы пурпурно-чёрные ягоды длиной около 1,5 см, с опушением. Созревают в августе — октябре.